# Terrorisme islamiste

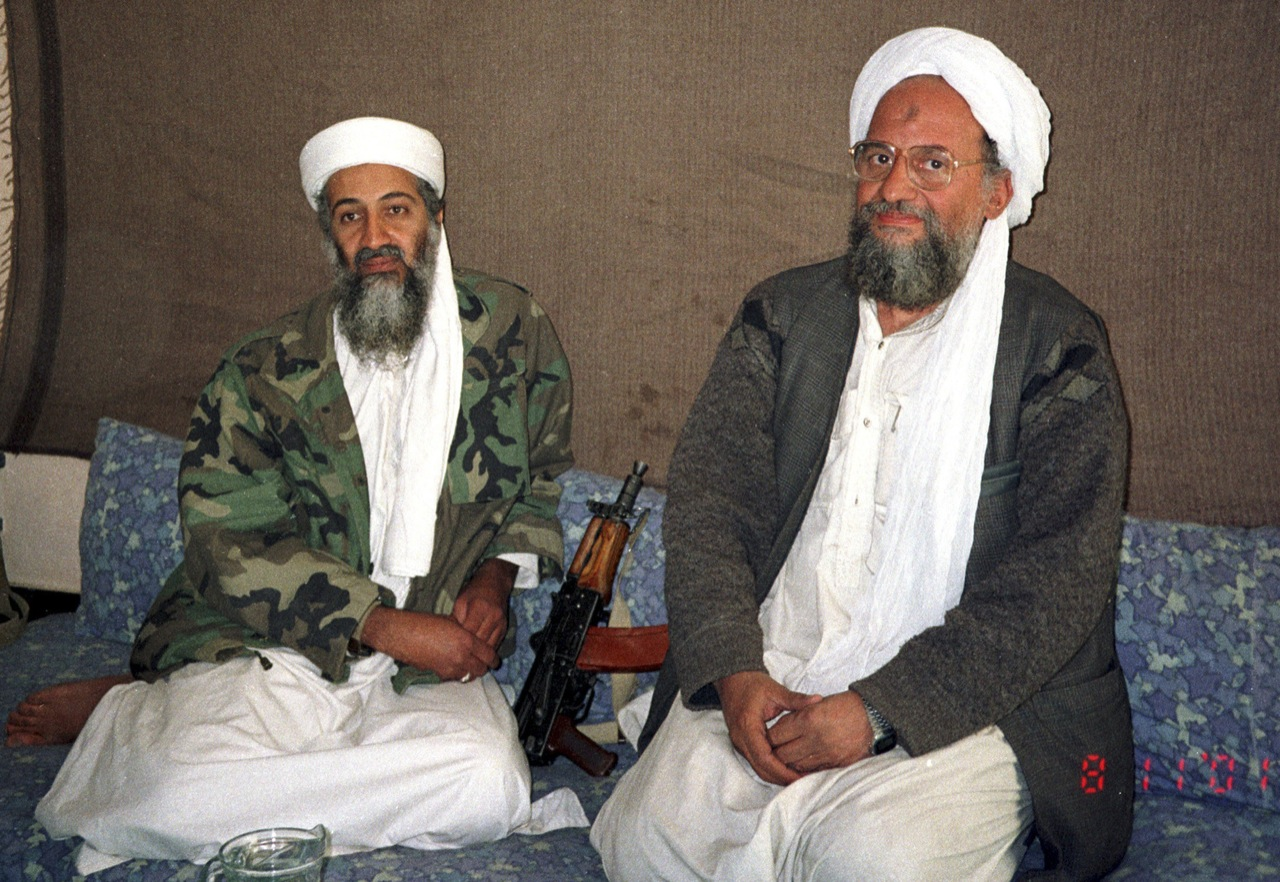
Oussama ben Laden et Ayman Al-Zawahiri côte-à-côte, les deux fondateurs d'al-Qaïda répondant à une interview d'un journaliste pakistanais en novembre 2001.

Le terrorisme islamiste, terrorisme djihadiste ou terrorisme islamique,, fait référence aux attentats et aux autres actions de terrorisme commis par les membres ou sympathisants de mouvements islamistes. Son objectif est la promotion d'une vision religieuse radicale du monde. Les organisations qui y recourent le perçoivent comme un commandement divin,,.
Bien que la définition religieuse du djihad ait évolué dans le temps, pour passer du sens de cheminement spirituel à un sens plus englobant et parfois guerrier, depuis la fin du XXe siècle, il est étroitement associé à une violence de nature politique exercée en son nom, dans le but de « contraindre [des États, des populations] à un retour aux lois de Dieu et à la société prophétique de l’islam originel [et] à épurer l’ordre politique en place ». Le terrorisme islamiste est ainsi devenu un des facteurs les plus structurants de la géopolitique du Moyen-Orient au XXIe siècle.
Des organisations comme Al-Qaïda et Daech se positionnent clairement dans le contexte islamique et revendiquent de pratiquer le djihad bien que leurs actions soient condamnées par des autorités religieuses musulmanes,,,.
Plusieurs organisations islamistes comme le Hamas et le Hezbollah sont considérées comme terroristes mais qualifient leurs opérations de « résistance » contre « une force d'occupation ». L'organisation terroriste de l'État Islamique (Daech) perpètre également des attaques djihadistes et se réclame du salafisme djihadiste. Son objectif est le rétablissement du califat des Abbassides, c'est-à-dire un État musulman s'étendant de l'Afrique du Nord à l'Asie centrale.
Les attentats du 11 septembre 2001 perpétrés par Al-Qaïda et qui ont fait près de 3 000 morts sont présentés comme l'événement emblématique initial du terrorisme islamiste. D'autres villes et régions du monde sont également durement touchées par le terrorisme islamiste, comme Paris en novembre 2015, ou le Sri Lanka en avril 2019.
En 2019, le journal allemand die Welt am Sonntag évalue le nombre d'attentats islamistes dans le monde depuis 2001 au nombre de 31 221 et le nombre des victimes de ces attentats à au moins 146 811 personnes. Le journal rappelle que paradoxalement, la plus grande partie des victimes de ces attentats sont des musulmans. La Fondation pour l'innovation politique estime pour sa part qu’entre 1979 et 2019, au moins 33 769 attentats islamistes ont eu lieu dans le monde. Ils ont provoqué la mort d’au moins 167 096 personnes. Ces attaques représentent 18,8 % de la totalité des attentats commis dans le monde, mais sont responsables de 39,1 % des vies perdues à cause du terrorisme ; il note une intensification de cette violence et que la période la plus meurtrière est celle à partir de 2010 : à partir de 2013, selon lui, l’islamisme est devenu la cause principale (63,4 %) des morts par terrorisme dans le monde.

## Histoire

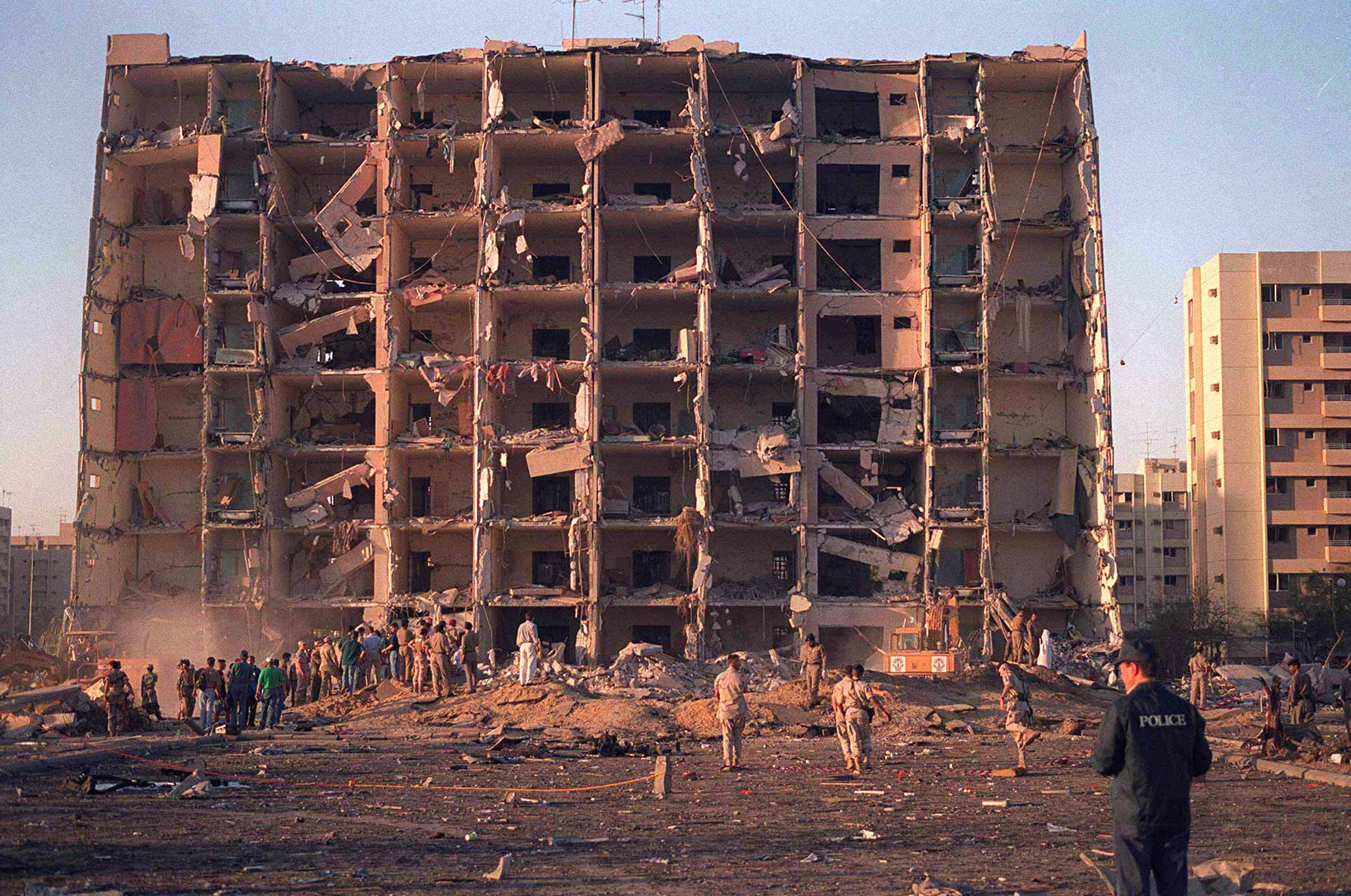
25 juin 1996 : un camion piégé explose à l'entrée de la base américaine de Khobar.

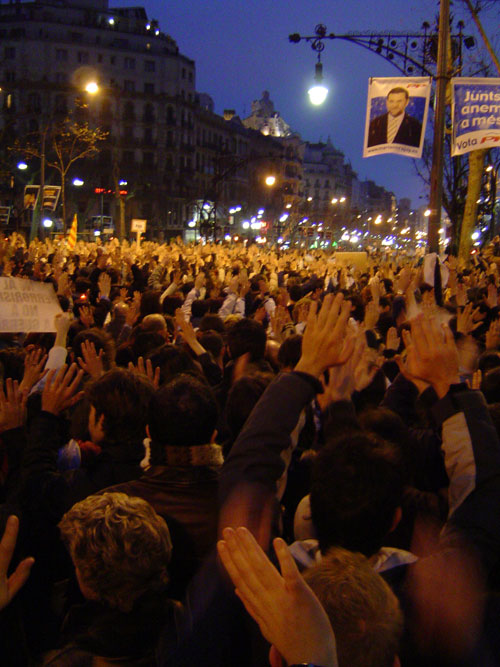
Manifestation contre le terrorisme à Barcelone au lendemain des attentats du 11 mars à Madrid

Bien que des actes de terrorisme majeurs tels la prise de la Grande Mosquée de La Mecque en 1979 et l'assassinat du président égyptien Anouar el-Sadate le 6 octobre 1981 par le Jihad islamique égyptien aient eu lieu avant cette guerre, pour un certain nombre d'analystes des questions géopolitiques, le terrorisme islamiste moderne est daté de la guerre d'Afghanistan (1979-1989).
Cette guerre vit l'URSS lutter et perdre contre des forces de résistance afghanes soutenues par les États-Unis (Opération Cyclone) cherchant à limiter l'avancée communiste, mais aussi par l'Arabie saoudite, cherchant à exporter le wahhabisme - Oussama ben Laden ira par exemple former les Afghans à la lutte armée -, le Pakistan pour des raisons de proximité spatiale et la République populaire de Chine en raison de sa rivalité avec cet État. Les États-Unis et l'Arabie saoudite poussèrent les responsables religieux du monde musulman à proclamer un djihad et à encourager une lutte pour des principes religieux et non plus seulement politiques.
Selon Noam Chomsky, « les islamistes radicaux, ou extrémistes, souvent appelés « fondamentalistes », ont été choyés par les États-Unis dans les années 1980, parce qu'ils étaient les plus implacables tueurs au monde ». Nafeez Mosaddeq Ahmed a conforté cette analyse dans son livre La Guerre contre la vérité.
Après 1989 et la guerre en Afghanistan, de nombreux djihadistes rentrent dans leur pays d'origine (Maghreb, Balkans) et diffusent les idées du salafisme djihadiste. Ainsi, ceux-ci chercheront à transformer « la lutte nationaliste bosniaque en jihad ». Dans les années 1990, la guerre civile algérienne s'étend en France et provoque une vague d'attentats faisant huit morts et près de 200 blessés.
En 2001, les attentats du World Trade Center à New-York dans lesquels près de 3 000 civils ont été tués par Al-Qaïda marquent une évolution emblématique du terrorisme islamiste, par le nombre de victimes, les moyens atypiques mis en œuvre, et le fait que les États-Unis soient touchés.
Selon le magistrat français Marc Trévidic, on est passé d'un terrorisme d'État dans les années 1980 où le terrorisme dépendait de la puissance d'un État à un terrorisme de personnes ou groupes isolées prétendant agir au nom du « Djihad ». À partir des années 2000, il constate une évolution où le terrorisme se mondialise et se démocratise. Il devient plus l'affaire d'individus isolés qui se réclament de l'islam que d'une organisation bien définie. Selon lui, les caractéristiques de cette nouvelle forme sont l'irrationalité du terroriste qui est d'abord un kamikaze, ainsi que l'incohérence, il ne s'agit par ailleurs plus d'un simple phénomène criminel mais bien de société. L'écrivain Mathieu Guidère les qualifie quant à lui de « nouveaux terroristes ».
En 2004, les attentats de Madrid qui ont fait environ 200 morts et plusieurs centaines de blessés font prendre conscience aux nations européennes du fait que le terrorisme islamiste est un phénomène mondialisé. En 2015 et 2016, plusieurs attaques terroristes sont perpétrées en France : en janvier, notamment contre la rédaction du journal satirique de Charlie Hebdo, la communauté juive et les forces de l'ordre. En novembre, elles font au total 130 morts à la terrasse de plusieurs brasseries, dans la salle de spectacle du Bataclan et au Stade de France. Le 14 juillet 2016 à Nice, l'attaque prenant pour cible une foule de civils, cause la mort de 86 personnes (bilan au 19 août 2016) et fait 434 blessés. En 18 mois, le terrorisme islamiste fait 238 morts dans le pays.
L’attentat du 19 décembre 2016 à Berlin est l'attaque jihadiste la plus meurtrière commise en Allemagne : un attentat au camion-bélier revendiqué par le groupe État islamique fait treize morts et plus de cinquante blessés.
D'après base de données RAND sur le terrorisme, qui tient le compte de tous les attentats terroristes commis dans le monde entre 1971 et 2009, on dénombre généralement entre 8 et 20 attentats islamistes par année en Europe de l'ouest durant les années 1980, contre 0 à 3 (hormis deux années) à partir de la deuxième moitié des années 1990. Pour le chercheur Stéphane Leman-Langlois, le pic observé durant les années 1980 s'explique par le contexte géopolitique de l'époque.
En 2017, une étude dénombre 51 attaques en Europe et aux États-Unis entre juin 2014 et juin 2017, celles-ci ayant fait au total 395 morts et 1549 blessés, la France étant le pays le plus touché.
En 2025, selon l'ONU, les organisations criminelles Al-Qaïda, État islamique, Boko Haram, Al-Shabaab… Ces groupes terroristes sont reconnus par l'organisme des nations Unis, comme représentant une menace significative pour la stabilité et la sécurité en Afrique.
Le graphique qui aurait dû être présenté ici ne peut pas être affiché car il utilise l'ancienne extension Graph, désactivée pour des questions de sécurité. Des indications pour créer un nouveau graphique avec la nouvelle extension Chart sont disponibles ici.

## Usages et critiques des termes

### «Terrorisme»
« Alex Schmidt et Berto Jongman identifient 109 définitions du terrorisme explicitement différentes ».
Pour François Burgat, « la notion de « terrorisme islamique » est sans doute la moins bonne possible pour désigner, si réelles soient-elles, les déchirures les plus graves du tissu politique mondial. Le label « terrorisme » sert trop souvent à disqualifier unilatéralement la violence de l'autre ».
Dans le cas du conflit israélo-palestinien, le terme « terrorisme » participe à une délégitimation de l'adversaire. Ainsi, des commentateurs qualifient la lutte armée palestinienne de terrorisme, lui attribuant ou non une cause religieuse, tandis que les Palestiniens et leurs soutiens y voient une résistance contre Israël qui occupe indûment une partie de leurs territoires,.
À la suite des attentats des années 2010, certains journaux comme la BBC, refusèrent d'utiliser le terme de « terroriste » en raison de sa charge politique. « We try to avoid describing anyone as a terrorist or an act as being terrorist. What we try to do is to say that ‘two men killed people in an attack on the office of a satirical magazine’. That’s enough, we know what that means and what it is ». Selon Geneviève Morel, ce refus de nommer le danger se retrouve aussi bien dans la presse que chez les experts ou chez les hommes politiques.

### «Islamiste», «islamique», «djihadiste»

#### Le terme «islamique»
Plusieurs organisations islamistes qualifient leurs opérations de « résistance contre une force d'occupation ». Ainsi, Hamas est un acronyme de « harakat al-muqâwama al-'islâmiya » signifiant « mouvement de résistance islamique ». Le drapeau du Hezbollah porte la slogan « al-muqāwamah al-islāmīyah fī lubnān » qui signifie « la résistance islamique au Liban ». En Irak, plusieurs organisations (d'inspiration politique ou religieuse) mènent une guérilla contre les forces militaires américaines.
Ce terme de « terrorisme islamique » est utilisé par les francophones dans le monde de la recherche,, et dans le monde politique,,. Cet usage est minoritaire par rapport à « terrorisme islamiste ». À l'inverse, en anglais, l'usage de l'expression « islamic terrorism » est majoritaire. Pour Fatih Yamac, « Alors que les autorités étatiques utilisent plutôt des expressions comme le terrorisme à caractère religieux ou de motif religieux, les chercheurs n’hésitent pas à le qualifier de terrorisme religieux, islamiste ou islamique – juif – chrétien ». Le terme « terrorisme musulman » est utilisé plus rarement.
L'usage de ce terme est rejeté et vivement critiqué par nombre de chercheurs, intellectuels, journalistes et hommes politiques qui soulignent son inexactitude sémantique et dénoncent les effets néfastes d'un tel usage. Le sociologue Dominique Baillet considère que le terrorisme islamiste est une « interprétation néofondamentaliste qui s'éloigne du Coran et donc de l'islam » et que la charia ne prône pas le terrorisme.
Dans Le jihadisme : Le comprendre pour mieux le combattre, David Benichou, Farhad Khosrokhavar et Philippe Migaux écrivent que « l'expression de « terrorisme islamique », qui signifie au sens propre « terrorisme musulman », paraît bien réductrice quand on se rend compte que ce phénomène a causé largement plus de victimes chez les musulmans que parmi les peuples d'autres confessions ». Pourtant, pour Olivier Roy, les adjectifs « musulman » et « islamique » ne sont pas synonymes, musulman désignant un fait et islamique désignant une intention, comme dans le cas de l’état islamique, « État qui fait de l'islam le fondement de sa légitimité ».
Selon Abdennour Bidar, « le mot « islamique » désigne simplement en effet ce qui relève de la civilisation de l'islam : philosophie islamique, art islamique, religion islamique, etc., tandis qu'« islamiste » désigne proprement ce qui dans cette civilisation relève d'un radicalisme religieux. Le « totalitarisme islamiste » ne peut donc pas être qualifié en même temps d'« islamique », ou bien c'est la civilisation même de l'islam qui est associée à ce totalitarisme… ».
Ainsi, Semih Vaner estime que « le terrorisme « islamique » n'existe pas. Existe un terrorisme (des terrorismes) pour la résistance (pas toujours au sens noble du terme, hélas, mais les difficultés commencent déjà, comment déterminer la noblesse et la légitimité de la résistance), mais surtout pour la lutte pour le pouvoir politique et économique. La religion est une façade. Il s'agit de regarder ce qu'elle cache. […] Il ne s'agit nullement de sous-estimer la réalité d'un phénomène terroriste, mais il n'est pas réductible à sa dimension « islamique » qu'instrumentalise une idéologie politique se voulant « islamiste » aux fins de justifier son action violente ».
Bien qu'utilisant le terme de « terrorisme islamique », pour François Burgat, « L'appellation « islamique » est une autre invitation à… y voir le moins clair possible : elle nourrit la propension naturelle à « théologiser » plus que nécessaire l'origine des tensions politiques au Proche-Orient et dans le monde. La désignation de l'autre par sa seule appartenance 'islamique' conduit ici à surdéterminer, très unilatéralement, la variable religieuse supposée expliquer l'origine des résistances qui se développent dans le monde ».
Philippe-Joseph Salazar, dans son essai sur le terrorisme djihadiste Paroles armées, récompensé par le prix Bristol des Lumières, livre l'analyse suivante :

« Lapsus révélateur du refoulé islamique
« EI », « État islamique », répètent médias et politiciens. Un adjectif résiste en effet à cet affolement rhétorique : « islamique ». Personne ne dit « État islamiste ». Et pourtant le discours public s’éreinte à distinguer entre les bons, les « islamiques », et les méchants, les « islamistes ». Mais le Califat est résolument « islamique ».
Car c’est notre obsession panique à user de « terroriste » qui sème le trouble et nous conduit à dire « islamique » au lieu d’« islamiste ».
Comme nous ne maîtrisons pas le substantif, nous nous rabattons sur les qualificatifs et qualifiants, qui à leur tour nous glissent entre les mains, et nous nous retrouvons à user du terme que nous cherchions à refouler dans le discours officiel et politique : « islamique ». Le « terroriste » est un « terroriste islamique », il est islamique, et le Califat incarne donc le « terrorisme islamique ». C’est l’État islamique. Et le seul.
Un échange symbolique a eu lieu : focalisé sur « terroriste », notre code de nomination a laissé passer « islamique ». Nous sommes piégés. »

Pour la sociologue et spécialiste de l'islam politique Amel Boubekeur, « malgré les réticences de certains à parler de terrorisme islamique car la matrice religieuse au sein de laquelle il s’inscrit n’est pas l’orthodoxie dominante ou parce que sa théorisation est impossible, la notion d’un type de terrorisme islamiste distinct a acquis une grande crédibilité depuis le 11 septembre. Dans ce discours, le terrorisme est une vaste catégorie qui peut inclure de nombreux actes de violence, généralement tous liés à l’islam, aux musulmans ou aux arabes ». Elle souligne que « la mise en usage du terme terrorisme islamiste, c’est-à-dire comme explicitement lié à l’islam, a d’abord été le fait d’auteurs qui se présentent avant tout comme « experts du terrorisme islamiste » souvent américains tels que David Rapoport », et conclut que « cette essentialisation du terrorisme comme émanant de l’islam, outre de permettre l’occupation de niches professionnelles pour ses auteurs, permet également de considérer ces phénomènes de violences comme externes à la culture européenne, à ses valeurs et son environnement politique ».

#### Le terme «islamiste»
Le concept d'« islamisme » a été critiqué, notamment par Thomas Deltombe qui le qualifie de « catégorie infiniment élastique », « qu’aucun expert ne se risque à définir autrement que par des formules creuses », et qui « permet d’unifier toute une série de mouvements, de courants ou de personnalités sous une même bannière, indépendamment de leurs objectifs, de leurs modalités d’action et des contextes politiques, historiques et géographiques dans lesquels ils s’inscrivent ». Critiquant également l'usage fourre-tout du mot « islamiste » dans les grands médias, Pierre Tevanian écrit que « le terme n’a pas de sens précis : dans ses usages dominants en tout cas, il ne signifie rien d’autre que "mauvais musulman" ». Michael Barry « [aimerait] bannir complètement le terme islamiste ».
Pour Olivier Roy, le concept d’islamisme a fait l’objet d’une « médiatisation outrancière ». Classifier l’islamisme est compliqué puisqu’il n’est pas homogène, certains groupes n’ayant pas de « projet politique cohérent » par exemple. Des termes comme « post-islamisme » ou « néofondamentalisme » sont parfois utilisés. Pour certains chercheurs, l’islamisme est une catégorie conceptuelle inventée par les politologues et copiée du monde politique occidental. Il s'agit d'un concept simplificateur.
Pour Pierre-André Taguieff, « il y a des islams et des islamismes ; parler de « l'islam » ou de « l'islamisme » est une commodité de langage ». L'islamisme n'est pas toujours violent. Certains auteurs critiquent l'assimilation du terrorisme à l'islamisme : « l’islamisme ne saurait toutefois pas être assimilé au terrorisme. S’il est vrai que cette idéologie portait le germe de la dérive terroriste, cette dérive n’était pas nécessaire ».
Pour Erdogan, le terme « terrorisme islamiste » lui-même n'est pas adapté, associant le terroriste et l'islam.

#### Le terme «djihadisme»
Pour Richard Prasquier, le terme de « salafisme djihadiste » est souvent préféré par les spécialistes. Ce terme est utilisé par le gouvernement français pour sa plateforme stop-djihadisme.
Dans Le Jihadisme : le comprendre pour mieux le combattre, David Benichou, Farhad Khosrokhavar et Philippe Migaux écrivent que « L'expression de « terrorisme jihadiste » est plus claire, dès que l'on prend acte qu'elle s'appuie sur une vision réinventée de l'islam, d'autant que ces actes de terreur sont commis par des individus qui se réclament du jihadisme ». Pour Jarret Brachman (en), le « jihadisme » est un terme maladroit et controversé qui réfère au courant de la pensée extrémiste islamiste, qui demande l'utilisation de la violence de façon à chasser toute influence non-islamique des territoires traditionnellement musulmans, ceci pour établir une gouvernance véritablement islamiste fondée sur la charia. Le terme contient le mot « djihad » qui, pour la plupart des musulmans, est le fondement d'une vie pieuse mais qui pour certains consiste à faire la guerre pour la défense de l'islam.

### Une guerre des mots
La lutte contre le terrorisme islamiste fait l’objet d’une « guerre de mots » dans le monde politique. Dans un article intitulé « A propos du "terrorisme islamique" et du "camp des démocraties" », François Burgat considère « les catégories construites pour représenter la confrontation » comme des « pièges analytiques ». Le refus d’employer des termes liés à l’islam est choisi afin d’éviter les amalgames et de rechercher un apaisement,. Plusieurs journaux ont publié des lexiques sur les termes utilisés. Cette guerre est, pour Alain Dodier, du « domaine de la sémantique saupoudrée de propagande (ou inversement) ». Pour Edgar Morin, les termes possèdent un sens particulier pour les « médias occidentaux » qui tient à « [réduire] tout islamique à un islamiste et tout islamiste à un terroriste potentiel, ce qui empêche de percevoir le visage complexe de l'islam ».
Cette guerre de mot est aussi présente à l’étranger. Ainsi, le conseiller à la sécurité H.R. McMaster déconseille l’usage des termes « terrorisme islamique radical » celui-ci pouvant gêner les relations avec les pays alliés musulmans. Ainsi, le président Obama refusait d'« associer "terrorisme" et "islamisme" ». Pour les Républicains, ce refus est « un aveu de faiblesse, une incapacité à désigner l'ennemi et une façon d'éviter le problème ».
À l'inverse, cette guerre est aussi utilisée par les courants islamistes. Pour Jacques Drillon, les totalitarismes modifient le vocabulaire pour « supprimer la dénotation, au profit de la connotation. » et ainsi empêcher le raisonnement. « Les têtes pensantes de l’islamisme […] ont mis une bombe sous chaque mot du vocabulaire. »
Cette guerre des mots se retrouve dans la dénomination des groupes djihadistes, à commencer par l'État Islamique. En juin 2015, David Cameron, Premier ministre britannique, demande aux médias de son pays de ne plus parler de « Islamic state » mais plutôt de « ISIL » (qui signifie Islamic State of Iraq and the Levant) ou « so-called Islamic state » (le soi-disant État islamique) car « ce n'est pas un État islamique. Ce que c'est, c'est un effroyable régime barbare. C'est une perversion de l'Islam ».
De même, le terme « radicalisation » est souvent associé aux terroristes islamistes et fait aussi l'objet de discussions sémantiques. Antoine Jardin, ingénieur de recherche au CNRS, estime ainsi qu'« il ne s’agit pas d’un concept scientifique rigoureux. « Radicalité » est devenu un mot fourre-tout pour désigner vaguement ce qui est perçu comme une menace non maîtrisée et un label hasardeux des politiques publiques dans un contexte de montée de la violence djihadiste depuis les attentats commis en France par Mohammed Merah en 2012 ».
Pour Pierre-André Taguieff, la guerre des mots touche aussi la notion d'« islamophobie ». « Les islamistes ont intérêt à faire croire que les anti-islamistes sont "islamophobes" ».

## Terrorisme et islam

### Un courant entre religieux et politique
Si certains spécialistes de l'islam soulignent que le terrorisme islamiste ne saurait en aucun cas se confondre avec l'islam, Jean Birnbaum critique une « rhétorique du “rien à voir avec l’Islam” ». Pour Xavier Luffin, « il faut cesser de dire l’État islamique (Daesh), ce n'est pas l'islam », car certains de ses dirigeants ont une bonne connaissance du texte coranique. Selon lui, un travail critique doit être fait au sein même de l’islam. Or, bien que des approches critiques du texte coranique aient été initiées dès le début du XXe siècle, comme celle de Mohammed Arkoun, ces réflexions sont restées sans conséquences réelles. Les nouveaux penseurs de l'islam en dépit de leurs publications nombreuses, « sont surtout lus par des intellectuels occidentaux ou par une frange marginale d’intellectuels du monde arabo-musulman ». La plus grande partie des livres vendus par les librairies musulmanes sont « des traités médiévaux conservateurs et des manuels d’une pauvreté intellectuelle et spirituelle n’abordant que la question du licite et de l’illicite ». Pour Gilles Kepel, le djihadisme est un « sous-champ » du champ « islam ».
La mince frange de terroristes qui passent à l'acte est loin d'être totalement coupée du reste des musulmans. Pour Yvan Blot, auteur d'un ouvrage intitulé Le Terrorisme islamiste, une menace révolutionnaire, l'emprise sociologique de l'islam révolutionnaire fonctionne en quatre cercles principaux dont le cœur est formé par des prêcheurs et intellectuels fondamentalistes et la base par les djihadistes, prêts à sacrifier leurs vies. À cela s'ajoutent des sympathisants actifs qui n'accompliront aucun attentat, mais fournissent la logistique et l'aide, puis un cercle de sympathisants passifs qui approuvent plus ou moins les actions des terroristes. Certains sondages effectués en France et au Royaume-Uni montrent que ce dernier cercle représente environ un tiers de la population musulmane desdits pays.
Olivier Roy appelle islamistes « ceux qui voient dans l'islam une idéologie politique, au sens moderne du terme, c'est-à-dire une théorie qui prétend s'appliquer à l'ensemble de la société ». Se basant sur le rapport Al Karoui de septembre 2016 et reprenant la définition de Thierry Tuot selon laquelle l'islamisme est « la revendication publique de comportements sociaux présentés comme des exigences divines et faisant irruption dans le champ public et politique », Élisabeth Schemla observe une « glissade de la majorité des musulmans vers l'islamisme ». Un sondage en France en 2016 estime que pour 29 % des musulmans « la loi islamique, la charia, est plus importante que la loi de la République ».
Pour les historiennes Ladan Boroumand et Roya Boroumand, la source de l'idéologie des jihadistes n'est pas le Coran mais le léninisme, le fascisme et les courants totalitaires du XXe siècle. Pour Farhad Khosrokhavar, directeur d'études à l'EHESS, le djihadisme est « l'idéologie totalitaire la plus élaborée depuis le communisme et le nazisme » et certains jihadistes peuvent même être chiites. Selon lui, « les idéologues [jihadistes] intègrent les idées extrémistes occidentales, notamment de l’extrême gauche et de l’extrême droite et présentent une version de l’islam qui tente de briser le tabou de la « sécularisation irréversible » ». Pour Olivier Roy, « derrière le vocable de terrorisme islamique » se trouvent aussi des mouvements « ethnonationalistes » (Hamas, mouvement Touareg…).

### Tentatives de légitimation théologique du terrorisme
Pour Benichou et al., le djihadisme a ses racines dans le Coran et les hadîths. Ainsi, l'État Islamique utilise ses publications pour diffuser des argumentaires religieux afin de justifier les attentats et leur conformité aux principes religieux de l'islam. Ils utilisent pour cela ce qui serait des « preuves théologiques irréfutables (Dalil) issues du Coran, la tradition du prophète (Sunna) ainsi que sur le consensus des savants musulmans du Moyen Âge ». L'islamologue Rachid Benzine rappelle qu'ils vont « puiser dans les sources scripturaires ». Ces sources peuvent faire l'objet de « torsions ».
Donald Holbrook, analysant un échantillon de 30 œuvres de propagande djihadistes, y a trouvé plusieurs passages du Coran exploités et déformés pour appuyer un djihad violent. La sourate An-Nisa (4: 74-75) est la plus citée. D'autres passages populaires sont les sourates At-Taubah (9: 13-15, 38-39, 111) et Al-Baqarah (2: 190-191, 216).
Par exemple, la Sourate 9, verset 5 : « Après que les mois sacrés expirent, tuez les associateurs où que vous les trouviez. Capturez-les, assiégez-les et guettez-les dans toute embuscade. Si ensuite ils se repentent, accomplissent la Salat et acquittent la Zakat, alors laissez-leur la voie libre, car Allah est Pardonneur et Miséricordieux. »
Holbrook remarque qu'ils ont choisi de citer la première partie « tuer les associateurs » mais de ne pas citer et discuter des facteurs limitatifs à la fin du verset, « Si ensuite, ils se repentent… ». Holbrook affirme que les djihadistes violents sont « sans vergogne sélectifs afin de servir leurs objectifs de propagande ». Peter Bergen note que Ben Laden a cité ce verset en 1998 lors de sa déclaration de guerre. Pour Michael Sells et Jane I. Smith, la plupart des musulmans n'interprétaient pas les versets coraniques comme promouvant la guerre aujourd'hui, mais plutôt comme reflétant des contextes historiques,.
Les djihadistes s'appuient aussi sur les Hadiths. Les partisans de Ben Laden ont également souligné des rapports selon lesquels Mahomet aurait attaqué les villes la nuit ou avec des catapultes et qu'il devait avoir toléré des dommages accessoires aux non-combattants, car il aurait été impossible de les distinguer des combattants lors de telles attaques. Ces arguments n'ont pas été largement acceptés par les musulmans.

### Condamnations du terrorisme dans le monde musulman
De nombreux colloques se sont tenus en Égypte, en Arabie saoudite et ailleurs, qui condamnent les attentats suicides, l'agression physique des personnes civiles et les attentats du 11 septembre, du 11 mars, de Riyad, du 7 juillet etc,,,. Les intellectuels, hommes politiques et religieux du monde arabo-musulman et 57 États ont élaboré et cosigné une Convention arabe pour la lutte contre le terrorisme « Conformément aux hauts principes moraux et religieux, notamment les règles de la charria islamique ainsi qu'au patrimoine humanitaire de la nation arabe qui réprouve toute forme de violence et de terrorisme ».
De nombreux dignitaires religieux du monde musulman se sont opposés au groupe État islamique et ont appelé à « une action commune et soutenue » contre ce dernier. D'autres encore dénoncent les « agissements inhumains et non-islamiques » du groupe,. Dans le monde arabo-musulman, les actes terroristes perpétrés au nom de l'Islam sont généralement condamnés par des autorités religieuses.
Cette position n'engage toutefois pas le chiisme iranien[réf. nécessaire].
La notion de martyre est aussi ancienne que la naissance de l'islam, cependant les attentats suicides sont apparus et ont pénétré dans le monde musulman le siècle dernier et sont sévèrement condamnés par les autorités de l'islam. Des bases islamiques sur lesquelles s'appuient les oulémas sont principalement :
- l'interdiction de tuer des innocents (femmes, enfants, vieillards, personnes non hostiles, prêtres, fous ou infirmes, ne prenant pas part au combat)[99],[100].
- l'interdiction de provoquer le chaos (al-fitna)[101] (Cor. II, La vache : 190-191) : « Le chaos (fitna) est pire que la guerre. Tant qu'eux ne vous combattront pas dans l'enceinte sacrée, ne leur livrez pas la guerre. Si eux vous déclarent la guerre alors tuez-les. Voilà la fin des infidèles ».

### Perceptions musulmanes du terrorisme islamiste
Entre 2001 et 2002, Gallup a réalisé des dizaines de milliers d'entrevues individuelles avec des résidents de plus de 35 pays majoritairement musulmans. Il a été constaté que plus de 90 % des participants ont condamné le meurtre de non-combattants selon des principes humanitaires ou religieux. John Esposito, en utilisant des données de sondage de Gallup, a écrit en 2008 que les musulmans et les Américains étaient également susceptibles de rejeter la violence contre les civils. Il a également constaté que les musulmans qui soutiennent la violence contre les civils ne sont pas plus religieux que ceux qui ne la soutiennent pas.
Un sondage Gallup ultérieur publié en 2011 a suggéré que « l'identité religieuse et le niveau de dévotion ont peu à voir avec l’idée de viser des civils… c'est le développement humain et la gouvernance - pas la piété ou la culture - qui sont les facteurs les plus forts pour expliquer les différences dans la façon dont le public perçoit ce type de violence ». Le même sondage a conclu que les populations des pays de l'Organisation de la Coopération islamique étaient légèrement plus susceptibles de rejeter les attaques contre des civils que ceux des pays non membres.
Une étude de 2008, réalisée par Gallup, a révélé que 38,6 % des musulmans interrogés croyaient que les attaques du 11 septembre étaient justifiées. Un autre sondage mené en 2005 par la Fondation Fafo dans l'Autorité palestinienne a révélé que 65 % des répondants supportaient les attentats du 11 septembre.
Au Pakistan, en dépit de l'augmentation récente de l'influence des talibans, un sondage mené par « Terror Free Tomorrow » en janvier 2008 a permis d’étudier les soutiens à Al-Qaïda, aux Talibans, à d'autres groupes militants islamistes et à Ousama ben Laden. Il a mis en lumière une baisse récente de moitié. En août 2007, 33 % des Pakistanais ont exprimé leur soutien à Al-Qaïda; 38 % ont soutenu les talibans. En janvier 2008, le soutien d'’Al-Qaïa était tombé à 18 %, les talibans étant à 19 %. Lorsqu'on leur a demandé s'ils voteraient pour Al-Qaïda, seulement 1 % des répondants pakistanais ont répondu par l'affirmative. Les talibans avaient le soutien de 3 % des personnes interrogées.
Des enquêtes de Pew Research en 2008 montrent, dans différents pays - la Jordanie, le Pakistan, l'Indonésie, le Liban et le Bangladesh -, un déclin statistique des personnes affirmant que les attentats-suicides et d'autres formes de violence contre des cibles civiles peuvent être justifiés pour défendre l’islam. La grande majorité indique que de telles attaques sont, au plus, rarement acceptables. En Jordanie, pour 29 % des interrogés, les attentats suicides sont souvent ou parfois justifiés (contre 57 % en mai 2005). En Indonésie, 74 % des répondants conviennent que les attaques terroristes ne sont jamais « justifiées » (une augmentation substantielle par rapport au niveau de 41 % de mars 2004). Au Pakistan, ce chiffre est de 86 %, au Bangladesh de 81 %, et en Iran de 80%.
Après l'attentat contre Charlie Hebdo, plusieurs personnalités et figures d'autorité musulmanes en France et dans le monde ont condamné les attentats, telles que les représentants de l'université Al-Azhar qui ont souligné que « l'islam dénonce toute violence » ou l'islamologue Tariq Ramadan qui déclara « Ce n'est pas le Prophète qui a été vengé, c'est notre religion, nos valeurs et nos principes islamiques qui ont été trahis et souillés »,.
Alors que des utilisateurs francophones anonymes de Twitter lancent des hashtags se réjouissant de la tuerie de masse. Le hashtag « JeSuisKouachi » est lancé par des soutiens au terroriste en réponse au Je suis Charlie. En quelques jours, environ quatre mille messages faisant l'apologie des attentats sont signalés à la plate-forme de la police judiciaire.
Dans les écoles de France, la minute de silence en hommage aux victimes bute sur le refus d'une partie des élèves et des parents,,,. Le Figaro rapporte que, dans une école élémentaire de Seine-Saint-Denis, pas moins de 80 % des élèves d'une classe ont refusé cette minute de silence.

## Motivations non-religieuses
Au-delà du discours religieux, ce terrorisme peut avoir des causes diverses selon les chercheurs. Une controverse existe parmi les islamologues entre « l’« islamisation de la radicalité » défendue par Olivier Roy à celle de la « radicalisation de l’Islam » soutenue par Gilles Kepel », entre des causes non-religieuses et des causes religieuses. Cependant pour l'Américain Marc Sageman (en), psychiatre et ex-agent de la CIA, la controverse entre l'« islamisation de la radicalité » et la « radicalisation de l'islam » est « une dispute très française », consistant à « faire des jeux de mots abstraits mais qui ne veulent rien dire. C'est comme se demander si les camps de concentration nazis sont l'allemagnisation du diable ou la diabolisation de l'Allemagne ».
Pour Malek Chebel, le terrorisme se nourrit de l'échec des gouvernants musulmans sur le terrain de la contestation sociale, de la pauvreté du peuple et de la corruption des élites. Le terrorisme perdurerait par « la cécité des pays riches qui, au-delà même de la lutte idéologique, interprètent ces phénomènes brutaux comme une simple revanche de gueux dépenaillés sur les nantis ».
Le sociologue Dominique Baillet considère que les causes sont à la fois économiques, politiques, sociales et psychologiques :
- Sur le plan économique, il serait ainsi nourri par le déséquilibre nord-sud, vu que le monde musulman, se trouve dans une situation économique de « sous-développement ».
- Sur le plan politique, il serait poussé par le caractère despotique et autoritaire des régimes en place depuis la décolonisation ainsi que par les problèmes non résolus comme le problème palestinien, et l'embargo irakien.
- Sur le plan social, il serait causé par une pauvreté croissante, le chômage, la détresse sociale, et l’absence des libertés individuelles.
- Les autres causes sont psychologiques : elles peuvent notamment être provoquées par le désenchantement, le rêve d’un monde meilleur, le rejet du matérialisme, le ressentiment, la frustration, le manque de reconnaissance[44].

Pour le philosophe René Girard, « le terrorisme est lié à un monde différent du nôtre, mais ce qui suscite cette différence l’éloigne de nous et nous le rend inconcevable. Il est au contraire dans un désir exacerbé de convergence et de ressemblance » ; il s'inscrirait donc dans « la volonté de rallier et de mobiliser tout un tiers-monde de frustrés et de victimes dans leurs rapports de rivalité mimétique avec l’Occident  ». Selon Dominique Baillet, certains islamistes pourraient aussi avoir le sentiment d'être humiliés, et croire que les occidentaux pourraient considérer l'islam comme une religion sous-développée. Selon lui, l'humiliation serait en effet une source de violence. Pour Jacques Neirynck et pour le prédicateur et théologien musulman Tariq Ramadan, les islamistes verraient dans l'occident une forme de polythéisme où « l’argent, le pouvoir, le sexe, la violence, le bruit, la négation astucieuse ou brutale de toute spiritualité, de toute morale et de toute transcendance » seraient au cœur d'une adoration qui formerait une sorte de négation de la religion[réf. incomplète]. Ceci leur permettrait de fédérer autour de ce sentiment.
Au XXIe siècle, le terrorisme islamiste est souvent considéré comme un mouvement mondialisé, en raison d'un discours similaire, et de la mise en avant que quelques grandes « causes » qui le justifierait : injustices subies par des musulmans en Palestine, en Bosnie ou au Cachemire. Il se manifeste dans les pays occidentaux, et principalement dans les pays de tradition musulmane, notamment en Afrique et au Proche et Moyen-Orient. Pour Mike Smith, dans Boko Haram: Inside Nigeria's Unholy War, sa genèse montre alors que plus que de préoccupations universalistes, il résulte souvent d'une instrumentalisation de la religion dans des sociétés claniques en opposition à l'État, comme en Somalie ou au Tchad. Olivier Roy, en parlant de l'islamisation en général, insiste sur deux facteurs dans L'Islam mondialisé : « la primauté des déterminations ethniques et nationales, mais aussi l'instrumentalisation des jihad périphériques par les néo-fondamentalistes, pour donner corps, par défaut, à l'oumma universelle ». C'est cet « islamo-tribalisme » qu'il identifie au sud du Yémen, chez les Talibans, au Daghestan ou dans les nombreux « émirats islamiques » s'opposant à l'administration par l'État, et ayant institué la charia (Pakistan, Kano au Nigeria…). Pour Ali Laïdi, qui indique dans Retour de flamme. Comment la mondialisation a accouché du terrorisme qu'« en 2005, près de neuf victimes sur dix du terrorisme international sont tombées en Irak et en Jordanie », le terreau du terrorisme n'est pas la faiblesse de l'État, mais au contraire « dans un monde musulman essentiellement gouverné par des dictatures, l’islam, poussé à l’action violente par la répression, devient facteur de déstabilisation ».

## Méthodes

### Attentats-suicides

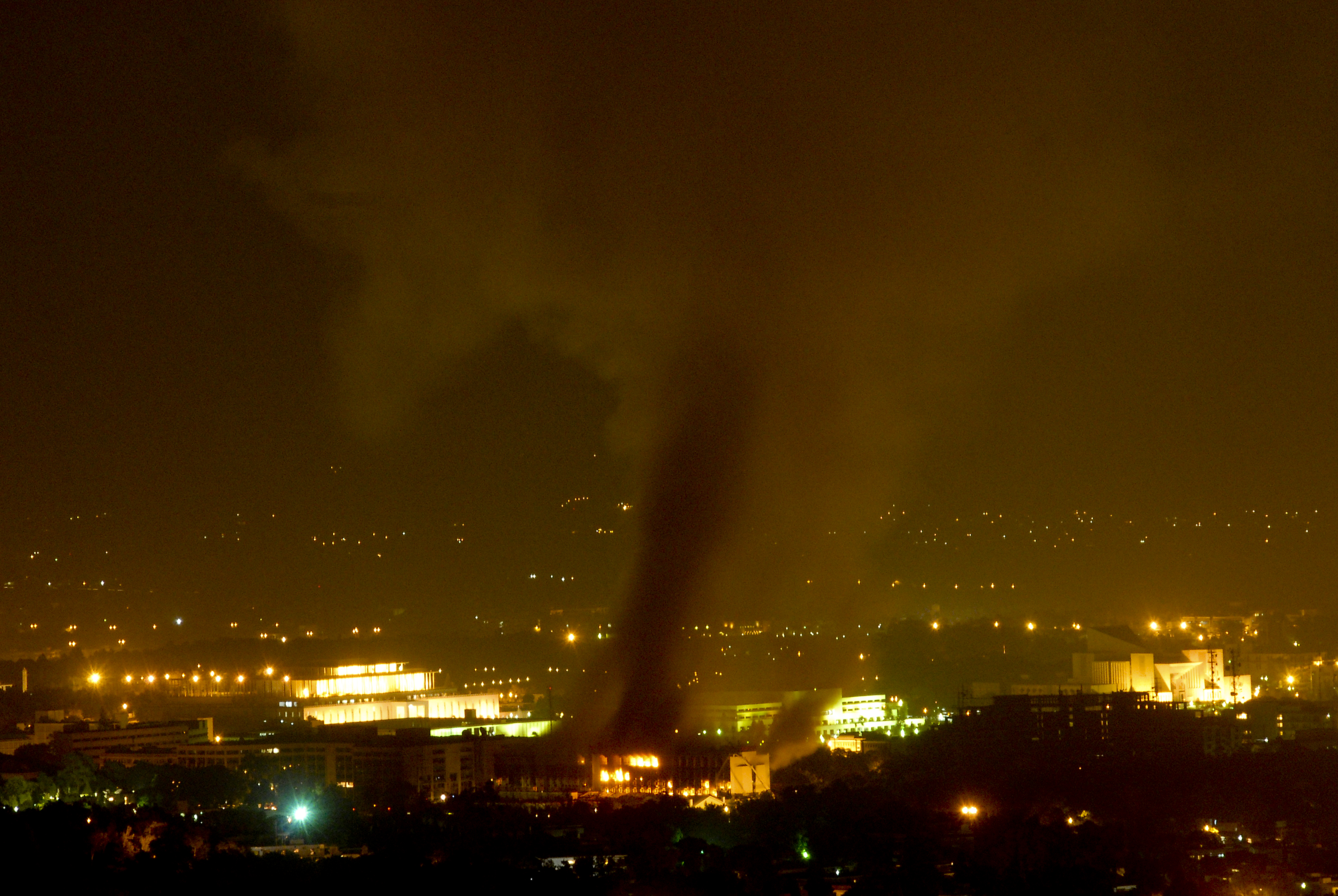
Attentat de l'hôtel Marriott d'Islamabad le 20 septembre 2008.

Un attentat-suicide est un type d'attaque dont la réalisation implique la mort intentionnelle de son auteur. Il est pratiqué dans le but subversif de déstabiliser les institutions établies par une partie considérée comme ennemie.
Apparue lors de la guerre civile libanaise, la tactique des attentats-suicides est utilisée en particulier par l'Organisation du Jihad islamique à l'encontre de cibles militaires (attentats du 23 octobre 1983 à Beyrouth, etc.). Elle s'est depuis répandue, en particulier avec l'invasion de l'Irak, puis, à partir de 2006-2007, lors de la seconde guerre d'Afghanistan. La logique de ces attentats-suicides est hétérogène, de même que ses cibles). Le Pakistan a par exemple connu 86 attentats-suicides en 2009 touchant aussi bien la population civile locale, des lieux de cultes, des lieux fréquentés par des étrangers tels des grands hôtels que des cibles militaires et administratives.
Pour Pierre Lory, « le suicide sous toutes ses formes a toujours été interdit, y compris dans le cadre du djihad. Les attaques de ce type pratiquées à partir du XIe siècle par les Ismaéliens “dits assassins” ont été réprouvés par la majorité sunnite qui en constituait d’ailleurs la cible principale. L’emploi du terme kamikaze, à défaut d’une désignation arabe, montre combien ce type d’acte est étranger à la culture islamique »,.

### Propagande
Selon l'Institut national des hautes études de sécurité, ces organisations utilisent tous les canaux de communications pour leur propagande. Pour se faire connaître et recruter de nouveaux adhérents elles diffusent des vidéos, des cassettes audio et des fascicules. Pour l'Organisation pour la sécurité et la coopération en Europe, l'utilisation d'internet permet de recruter, de faire de la propagande, de transférer des fonds.
L'usage de la terreur comme moyen de mettre en place des conditions favorables pour la propagande est analysée dans l'ouvrage Gestion de la barbarie (« Administration de la sauvagerie » en arabe), écrit par Abou Bakr Naji (en), responsable des médias et de la propagande d'al-Qaeda, tué lors d'une frappe américaine au Pakistan en 2008. L'ouvrage est disponible sous forme électronique sur internet depuis 2004, et a été édité en français en 2007 avec le sous-titre « l’étape par laquelle l’islam devra passer pour restaurer le califat ».

## Mouvances terroristes

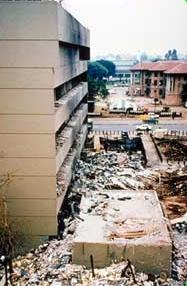
Ambassade de Nairobi après les attentats des ambassades américaines en Afrique du 7 août 1998.

Chaque année, le département d'État américain publie un rapport dans lequel il liste les organisations qu'il considère comme terroristes et contre lesquelles sont engagés les États-Unis dans la « guerre contre le terrorisme ». Parmi celles-ci, plusieurs organisations se réclament de l'islamisme, tels que le Groupe islamique armé (GIA), la Jama’a al-Islamiyya, le Hamas, le Hezbollah, le Mouvement islamique d'Ouzbékistan, le Djihad islamique, Al-Qaïda, etc.
Le rapport 2008 d'Europol classe aussi comme islamistes plusieurs groupes actifs ou susceptibles de passer à l'action en Europe : Al-Qaïda au pays du Maghreb islamique (AQMI) et Groupe islamique combattant marocain (GICM) auraient bénéficié de la formation de l'Islamic Jihad Union (IJU) basée au Pakistan et issue du Mouvement islamique d'Ouzbékistan. Le rapport cite d'autres groupes égyptiens, libyens, etc., comme se réclamant de la « franchise Al-Qaïda ». Cependant, Europol précise qu'il est difficile de tracer les contours de la mouvance terroriste islamiste, certains attentats pouvant être préparés par des petits groupes auto-formés ou par des individus isolés sans aucun lien avec un réseau jihadiste international.
Selon Marc Sageman (en), ancien officier de la CIA (basé à Islamabad de 1987 à 1989), « depuis la création d'Al-Qaida en 1989, il y a eu soixante complots en Occident, émanant de quarante-six groupes différents », la première vague ayant eu lieu avec les attentats de 1995 en France, la seconde après l'invasion de l'Irak. Sur ces 60 « complots », « quatorze [ont réussi], dont neuf par le GIA, deux par Al-Qaida (le 11 septembre 2001 aux États-Unis et le 7 juillet 2005 à Londres) et trois inspirés par Al-Qaida (le World Trade Center en 1993, les attentats du 11 mars 2004 à Madrid et l'Assassinat de Theo van Gogh à Amsterdam en 2004) ». En 20 ans, Sageman compte 400 djihadistes : « les "vrais" terroristes sont 400 au plus, sur une population musulmane de 20 millions de personnes en Occident et de 700 millions au total, sur vingt ans ».
Bien que la lutte antiterroriste ait eu tendance à se confondre avec un durcissement de la politique d'immigration et une fermeture des frontières, les terroristes islamistes peuvent être aussi bien des étrangers que des nationaux ; lorsqu'ils sont étrangers, ils sont dans l'ultra-majorité des cas en situation régulière (Najibullah Zazi (en), arrêté en septembre 2009, etc.). Ainsi, en 2009, une douzaine de projets terroristes portés par des nationaux ont été déjoués aux États-Unis, dont la fusillade à Little Rock (2009) (en), le projet terroriste à New York (2009) (en), ou encore en 2006 le projet terroriste de la Sears Tower (2006) (en) (voir aussi le réseau terroriste de Virginie (en), démantelé en 2005, qui mélangeait Américains nés aux États-Unis et personnes nées à l'étranger).
Les attentats de mars 2012 à Toulouse et Montauban ainsi que ceux de janvier 2015 et ceux du 13 novembre 2015 en France sont des attentats islamistes : leurs auteurs les ont commis au nom de l'Islam et, pour ces deux premiers, ils ont été revendiqués par Al-Qaïda dans la péninsule Arabique, le dernier par l'organisation État islamique.